# Allschwil
Allschwil [alšwil] est une commune suisse du canton de Bâle-Campagne, située dans le district d'Arlesheim.

## Géographie

### Localisation

Vue aérienne par Walter Mittelholzer (1925)

Le territoire d'Allschwil s'étend sur 8,92 km2. Lors du relevé de 2013-2018, les surfaces d'habitations et d'infrastructures représentaient 44,0 % de sa superficie, les surfaces agricoles 28,0 %, les surfaces boisées 27,1 % et les surfaces improductives 0,9 %.
Ancien village frontière devenue commune résidentielle, Allschwil se trouve au nord-ouest de Bâle. Il s’agit de la plus grande commune du demi-canton de Bâle-Campagne. Elle s’est développée autour des anciens quartiers d’Allschwil Dorf, Mühleweg et Neu-Allschwil.
| Buschwiller (FR) | Hégenheim (FR) | Saint-Louis (FR) |
| Schönenbuch      | Allschwil      | Bâle             |
| Neuwiller (FR)   | Oberwil        | Binningen        |

### Transports
- Lignes de tramway et du bus pour Bâle

## Histoire
Après avoir appartenu au duché d'Alsace, la commune d'Allschwil a fait partie de l’évêché de Bâle de 1004 à 1798. De 1798 à 1815 elle a été annexée par la France, au sein du département du Mont-Terrible, puis, à partir de 1800, au sein du département du Haut-Rhin, auquel le département du Mont-Terrible fut rattaché.
De 1815 à 1833, Allschwil est devenue une commune du canton de Bâle, puis dès 1833, à la séparation de celui-ci, du demi-canton de Bâle-Campagne.

## Toponymie
Le nom de la commune, qui se prononce [alšwil], est composé d'un nom de personne de type *Almar, *Almer ou *Alaman et du substantif moyen haut allemand wīler (petit village, hameau ou ferme isolée, du latin villa). Il désigne donc une ferme ou un domaine ayant appartenu à un Almar, Almer ou Alaman.
La première occurrence écrite du toponyme date de 1033, sous la forme de Almswilre.

## Démographie

### Évolution de la population
La commune compte 22 110 habitants au 31 décembre 2023 pour une densité de population de 2 479 hab/km2. Sur la période 2010-2019, sa population a augmenté de 9,2 % (canton : 5,5 % ; Suisse : 9,4 %).  

### Pyramide des âges
En 2023, le taux de personnes de moins de 30 ans s'élève à 29,1 %, similaire à la valeur cantonale (29,4 %). Le taux de personnes de plus de 60 ans est quant à lui de 28,7 %, alors qu'il est de 29,9 % au niveau cantonal.
La même année, la commune compte 10 649 hommes pour 11 461 femmes, soit un taux de 48,2 % d'hommes, inférieur à celui du canton (49 %).
| Hommes | Classe d’âge | Femmes |
| ------ | ------------ | ------ |
| 0,9    | 90 ans ou +  | 1,8    |
| 9,7    | 75 à 89 ans  | 12,3   |
| 16,0   | 60 à 74 ans  | 16,7   |
| 21,0   | 45 à 59 ans  | 20,0   |
| 21,9   | 30 à 44 ans  | 21,5   |
| 14,2   | 15 à 29 ans  | 13,6   |
| 16,3   | - de 14 ans  | 14,1   |

| Hommes | Classe d’âge | Femmes |
| ------ | ------------ | ------ |
| 0,8    | 90 ans ou +  | 1,6    |
| 9,6    | 75 à 89 ans  | 11,8   |
| 17,7   | 60 à 74 ans  | 18,2   |
| 21,7   | 45 à 59 ans  | 21,5   |
| 19,2   | 30 à 44 ans  | 18,9   |
| 15,7   | 15 à 29 ans  | 14,1   |
| 15,2   | - de 14 ans  | 13,8   |

## Économie
Plusieurs entreprises sont implantées dans la commune, parmi lesquelles le groupe pharmaceutique Actelion, l'entreprise de papier Elco ainsi que la fabrique de vêtements Big Star Holding.

## Culture et patrimoine

### Héraldique
| Blason | Blasonnement : D'azur à l'épée d'argent et à la clé d'or posées en sautoir. |

### Patrimoine bâti
Des bâtiments à colombages caractéristiques de la région du Sundgau sont éparpillés autour de l'église paroissiale Saints-Pierre-et-Paul. De rite vieux-catholique, cette dernière consiste en une simple salle édifiée en 1698-99 avec un chœur polygonal moins large que la nef. L'intérieur a été rénové en style néo-classique en 1841. Deux sculptures en bois des patrons de l'église font partie d'un autel gothique tardif.

### Personnalités
- Peter-Lukas Graf, flûtiste.
- Thomas Mattmüller, chef d'orchestre.
- Jakob Adam (1797-1865), homme politique et juriste.
- George Gruntz (1932-2013), pianiste de jazz et compositeur.